# Daniel Bursch
Daniel Wheeler Bursch est un astronaute américain né le 25 juillet 1957.

## Vols réalisés
- Discovery STS-51, lancée le 12 septembre 1993.
- Endeavour (navette spatiale) STS-68, lancée le 30 septembre 1994.
- Endeavour STS-77, lancée le 19 mai 1996.
- Parti le 5 décembre 2001 à bord de STS-108, (amarrage de la navette à l'ISS le 7 décembre), il est membre de l'Expédition 4 et réalise un vol de 196 jours. Il redescend sur terre à bord du vol STS-111.